# Sphéricône

Sphéricône avec les demi-cercles directeurs des demi-cônes.

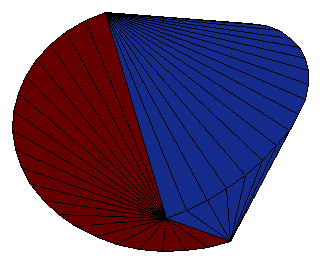
Le sphéricône avec ses génératrices.

Le sphéricône est un solide formé de quatre demi-cônes se raccordant continûment. Sa surface est alors continument développable et il possède deux arêtes en demi-cercles, et quatre sommets formant un carré.

## Histoire
D'après Ian Stewart et Paul J. Roberts, il a été inventé vers 1970 par Colin J. Roberts, passionné de menuiserie, qui travaillait au départ sur un ruban de Möbius. Il lui a donné son nom.
L'inventeur de jeux israélien David Haran Hirsch le redécouvrit et le fit breveter en 1980, et Ian Stewart l'a popularisé en 1999 grâce à un article dans Scientific American, traduit dans Pour la Science.

## Définition
Pour le construire, prendre deux cônes de révolution de hauteur égale au rayon des bases, les coller base contre base pour former un bicône, découper ensuite suivant un plan passant par les sommets (son intersection avec le bicône est un carré), et faire pivoter l'une des parties de 90° avant de recoller carré contre carré.
On peut aussi le définir comme l'enveloppe convexe des deux demi-cercles orthogonaux de même centre formant ses arêtes.

## Propriétés géométriques
L'aire de la surface d'un sphéricône de rayon r est donnée par
{\displaystyle S=2{\sqrt {2}}\pi r^{2}}.
Son volume vaut alors
{\displaystyle V={\frac {2}{3}}\pi r^{3}},
ce qui est la moitié de celui d'une sphère de même rayon.

## Propriétés
Sa particularité (contrairement à la sphère) est d'avoir une surface développable, à savoir qu'il peut rouler sans glisser sur un plan, en développant toute sa surface. La trace de ce roulement est son patron complet et peut être découpée de sorte à le reconstituer. Ce patron est formé de 4 secteurs circulaires identiques, d'angle {\displaystyle {\frac {\pi }{\sqrt {2}}}} radians et collés côté contre côté « tête-bêche ».